# Trillos cubanos
Un trillo cubano es una senda entre la maleza por la que transitan los transeúntes. Estos trillos se forman por el paso de la gente a través del campo.
Muchas veces es a través de lugares intrincados donde abunda la vegetación, pero también puede ser en lugares de poca o ninguna vegetación por donde las personas, ya sea a pie o a caballo, pasan frecuentemente, formando una pequeña línea (senda), que muchas veces no supera los 3 dm de ancho, pero que por su utilización al menos casi diaria pueden ser no sólo una especie de camino que, aunque de tierra, generalmente está limpio de otras molestias al caminar y además guían a los menos conocedores de la zona, e incluso es común que cualquier campesino del lugar indique una dirección diciendo: "coja por ese trillo".
El idioma español emplea la palabra trillado como sinónimo de usado, de gastado por el uso, de común y corriente y conceptos similares. Y el concepto de trillo cubano se refiere a una senda abierta por el uso, por el paso de los caminantes en fila india. A su vez, este término de fila india se debe a la inexistencia de animales de carga o de carretas con tracción de sangre en América durante el período prehispánico. Aún hoy, los indígenas americanos, cuando se desplazan por la sabana, caminan en riguroso orden jerárquico, de manera que el hombre de mayor edad y estatus social va primero "abriendo camino" y todos los demás le siguen pisando y "trillando" ese sendero abierto en fila india. 
Son los versos de Antonio Machado los que vienen como anillo al dedo para referirnos al origen de esos trillos, senderos o veredas hispanoamericanos: Caminante, no hay camino; se hace camino al andar... 
En otros países seguramente tienen otro nombre, como huellas, senderos, caminos, veredas o trochas, pero trillos es como se dice en Cuba.
- Datos: Q6152665